# Geplooide zonneschelp
De geplooide zonneschelp (Gari fervensis) is een tweekleppigensoort uit de familie van de Psammobiidae. De wetenschappelijke naam van de soort is voor het eerst geldig gepubliceerd in 1791 door Gmelin.

Rechter klep, Plioceen